# Vaporwave
Vaporwave ist ein Genre psychedelischer Musik und Kunst, das um 2010 der Netzkultur entsprang. Vaporwave war vor allem in der Anfangszeit des Genres eine 1980er- und 1990er-Jahre-Retrowelle (inklusive Faszination durch die damalige Technologie, Konsumkultur und Popkultur sowie die Design-, Werbe- und Musikästhetik).
Vaporwave-ähnliche Musik tauchte erstmals im Genre Plunderphonics in den 1980er Jahren auf. Für dieses war Sampling und Remixing zentral, wofür nicht nur bekannte Lieder verwendet wurden, sondern auch Audiomitschnitte aus alten Nachrichtenberichten, Unterrichtsfilmen und Ähnlichem. Mitte der 2000er begannen einige US-amerikanische Musiker des Lo-Fi und Noise analog zu Plunderphonics, die Ästhetik ihrer Kindheit für ihre Werke zu übernehmen. Häufig verwendeten sie Audio-Ausschnitte aus Popmusik oder Werbung der 1980er Jahre, verlangsamten und loopten sie. Für solche Musik kamen 2009 erstmals die Genre-Bezeichnungen Hypnagogic Pop, Chillwave und Glo-Fi auf, die nur schwer von heutigem Vaporwave zu trennen sind. Im selben Jahr wurde die erste Musik veröffentlicht, die heute eindeutig als Vaporwave bezeichnet wird. 2010 schließlich wurde das erste Vaporwave-Album veröffentlicht, Chuck Person’s Eccojams Vol. 1 von Chuck Person. Das 2011 veröffentlichte Album Floral Shoppe von Macintosh Plus machte das Musikgenre schließlich bekannt und „erfand“ gleichzeitig mit seinem innovativen Albumcover den Vaporwave-Kunststil.
Viele Musiker und Kritiker sahen das Genre besonders zu seiner Entstehungszeit vor 2013 als bloße Satire. Später wurde Vaporwave vermehrt auch als intelligente Kritik an Konsum, Kapitalismus und der Entwicklung der Gesellschaft im Allgemeinen gewürdigt. Andere sehen in der Produktion von Vaporwave schlicht den Versuch der Erzeugung einer gewissen Stimmung beim Hörer: Dieses spezielle „Vaporwave-Gefühl“ erleben Menschen zum Beispiel beim Schwelgen in der „Erinnerung“ an eine Vergangenheit, die nie selbst erlebt wurde und/oder in der dargestellten Unbeschwertheit nie existierte, oder in Reflexion der Sinnlosigkeit ihrer Existenz und ihres täglichen Handelns. Dies zeigt sich vor allem an der Entwicklung des Vaporwave während der 2010er Jahre, während derer die Produktionen immer seltener auf Samples basierten und stattdessen vermehrt mit Eigenproduktionen die Erzeugung eines möglichst intensiven solchen Gefühls versucht wurde.
Bei Vaporwave handelt es sich um ein räumlich dezentralisiertes Musikgenre. Es finden kaum reale Veranstaltungen statt. Die Community trifft sich weitestgehend auf Internet-Plattformen wie Bandcamp, YouTube, Soundcloud, Reddit und 4chan. Für Bandcamp war das Genre zwischenzeitlich eine der wichtigen Einnahmequellen.

## Etymologie
Der Begriff Vaporwave ist eine Kombination aus den Worten Vaporware – also Soft- oder Hardware, die der Öffentlichkeit angekündigt wurde und verspätet, oder niemals auf den Markt kam – und -wave, einer häufigen Wortendung in den Bezeichnungen von Musikgenres.

## Entstehungsgeschichte des Musikgenres (2009–2016)
Als der erste Release des Musikgenres wird meist das im Jahr 2010 veröffentlichte Album Chuck Person’s Eccojams Vol. 1 von Chuck Person angesehen (einige der enthaltenen Tracks veröffentlichte er bereits 2009 als sunsetcorp), oft zusätzlich das 2011 veröffentlichte Far Side Virtual von James Ferraro, manchmal zusätzlich die beiden 2010 veröffentlichten Alben Skeleton und Holograms von 骨架的 (heute 骷). Selten wird alternativ das 2009 veröffentlichte Album Flamingo Breeze von Matrix Metals genannt. Alle diese Künstler stammen aus den Vereinigten Staaten. In Anlehnung an die ersten beiden, stilistisch sehr unterschiedlichen Alben wird manchmal von „Eccojams“ und „Utopian Virtual“ als den ersten beiden Strömungen des Vaporwave gesprochen, teilweise werden sie gemeinsam mit ähnlicher Musik noch heute als eigenständige Subgenres betrachtet. Holograms wird heute dem Subgenre Hypnagogic Drift zugeordnet.
Ende 2011 veröffentlichte Ramona Andra Langley unter ihrem Alias Macintosh Plus ihr Album Floral Shoppe, was das Musikgenre schlagartig bekannt machte und auch den Grundstein für die ästhetische Entwicklung der Kunst des Vaporwave-Genres legte (siehe den letzten Abschnitt „Vaporwave als Kunststil“). Das Album gilt bis heute als die wichtigste und stilbildendste Veröffentlichung des Genres. Nach und nach entwickelte sich auf verschiedenen Online-Plattformen eine größere Community an Hörern und Produzenten. Der Musikkritiker Adam Harper schrieb in seinem Artikel im Dummy Mag, Vaporwave könne als ein post-lo-fi und oftmals sogar post-retro-Genre beschrieben werden. Weiter heißt es in dem Artikel, das Genre spiegle die Tatsache wider, dass die heutige hochentwickelte Technologie bereits morgen veraltet und bloßes Lo-fi sein könne. Andere Kritiker taten das Genre wiederum nur als bloße Randerscheinung ab und setzten, wie Michelle Lhooq von VICE oder Leon Gilal des Chicago Readers, Vaporwave auf eine Ebene mit dem zu jener Zeit bereits toten Musikgenre Seapunk.

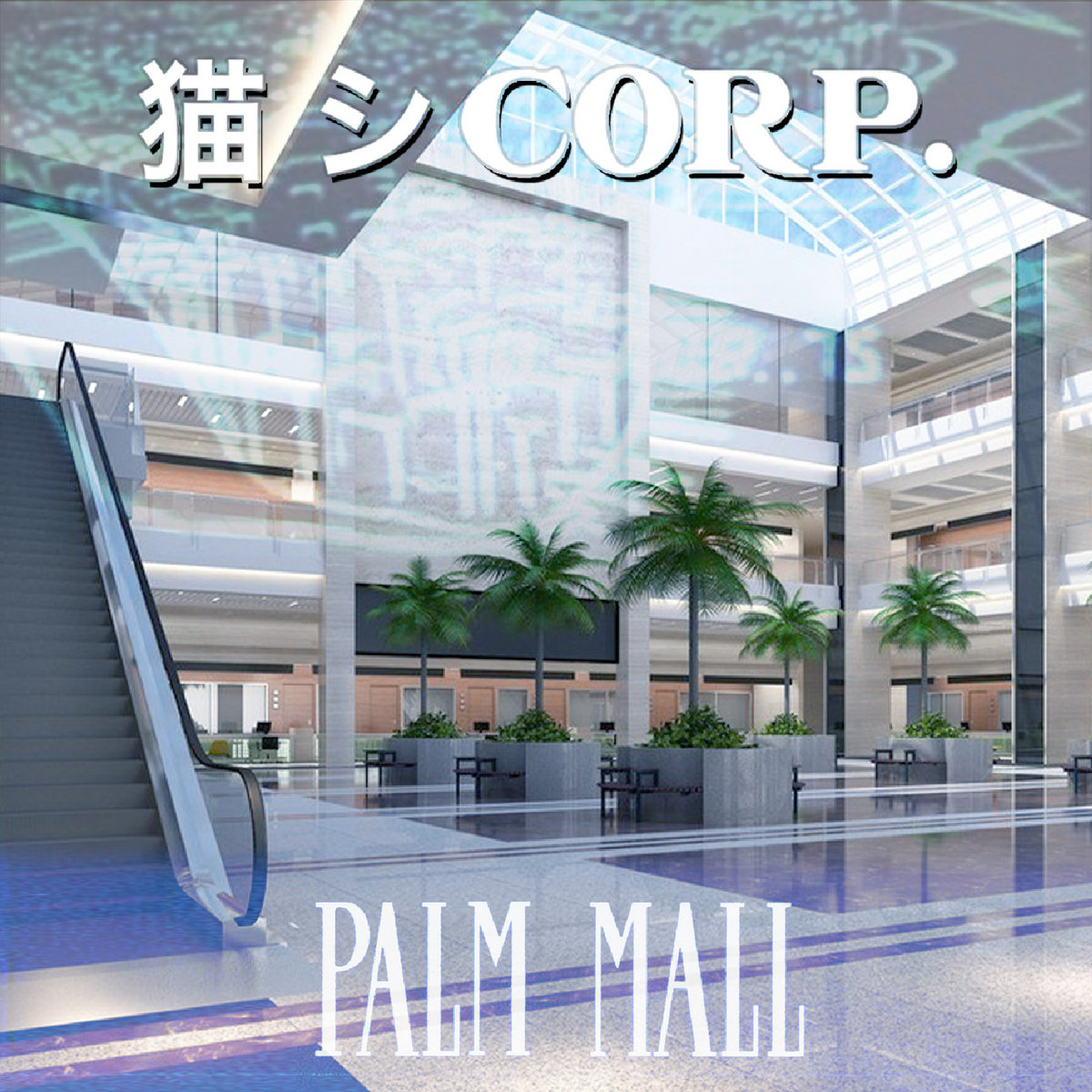
Cover des Albums Palm Mall von 猫 シ Corp. aus dem Jahr 2014, eines der erfolgreichsten Alben des Subgenres Mallsoft.

Im Jahr 2013 begann ein neuer Umbruch innerhalb des Musikgenres. Mehrere Sub-Genres, die sich nicht mehr nur thematisch, sondern nun auch wirklich stilistisch vom klassischen Vaporwave-Klang unterscheiden, begannen sich herauszukristallisieren, beispielsweise das von Blank Banshee begründete Subgenre des Vaportrap sowie das hauptsächlich auf Muzak basierende Genre Mallsoft.
Ein weiterer stilistischer Umbruch innerhalb des Genres fand im Jahre 2015 statt. Ein weiteres Mal weiteten verschiedene Musiker die Grenzen des Vaporwave-Genres. Diesmal geschah dies jedoch radikaler als je zuvor; das Duo 2 8 1 4, bestehend aus den beiden Musikern T e l e p a t h テレパシー能力者 und Hong Kong Express (HKE) veröffentlichte ihr Album 新しい日の誕生 (Geburt eines neuen Tages), das das Musikgenre unter starke Einflüsse aus dem Ambient-Genre setzte. Viele der darauffolgenden Releases lassen eine Veränderung bzw. Entwicklung, hin zu einem eher atmosphärischeren Stil erkennen. Ein weiterer einflussreicher Release aus dem Jahr 2015 ist I’ll Try Living Like This von Death’s Dynamic Shroud.wmv, das sehr moderne Samples verwendet, im Gegensatz zu den meist aus dem Zeitraum zwischen den 1970er und frühen 2000er Jahren stammenden Samples vieler anderer Veröffentlichungen. Das Album erhielt gute Kritiken und erzielte eine Platzierung in den Top 50 der Jahres-Albumcharts des FACT Magazines. Es entstand eine große Diskussion in der Community über die Zugehörigkeit der Veröffentlichungen zum Vaporwave-Genre. Im November des Jahres veröffentlichte Wolfenstein OS X sein Album End of the World Rave, das als der erste Release des Hard-Vapour-Sub-Genres gezählt wird. Das Subgenre, das stilistisch nur wenig mit Vaporwave zu tun hat, ist aus einer Emanzipationsbewegung von Samples entstanden, die von einigen Musikern des Labels Dream Catalogue angeführt wurde.
Besonders in den Jahren 2015 und 2016 entstand eine analytischere Herangehensweise an die Produktion der Musik, da sich viele der Musiker, und dadurch auch der Kritiker, mit der inhaltlichen Frage konfrontiert sahen, was Vaporwave an sich nun ausmache, bzw. von anderen Musikgenres unterscheidet. Grafton Tanner beschrieb hierbei in seinem Buch Babbling Corpse: Vaporwave and the Commodification of Ghosts, dass Vaporwave die Beziehung zwischen dem Menschen und der allgegenwärtigen Technologie erkundet, und weiterhin die Musik der Nicht-Orte und Nicht-Zeiten sei, da es sich skeptisch auf den Umgang der Menschen mit der durch die Konsumkultur beeinflussten Orte und Zeit bezieht. In seiner Theorie zu Vaporwave handelt es sich bei dem Genre somit um eine Erkundung der Beziehung zwischen dem Menschen und der durch ihn geschaffenen Welt. Auch Musikkritiker Dylan Kilby von Sunbleach Media bezieht eine ähnliche Stellung wie Grafton Tanner im Hinblick auf das Genre. In seinem Artikel zu Disconscious’ Album Hologram Plaza schreibt er, das frühe Vaporwave und besonders das Subgenre Mallsoft seien eine musikalische Erforschung der seelenlosen Einkaufszentren, während die derzeitige Entwicklung des Genres eher in Richtung der Erforschung des reinen Klangs geht. Hong Kong Express erklärte in seinem Interview mit der Red Bull Music Academy, dass Vaporwave eine so große Anziehungskraft habe, da das Genre so offen für klangliche und konzeptuelle Erforschung sei. Weiter erklärt er, dass die utopischen und konsumkritischen Elemente in Vaporwave nur einen kleinen Teil der Möglichkeiten des Genres ausmachen würden. Mit dieser Aussage stand der Musiker in klarem Gegensatz zum Großteil der Musikkritiker, die das antikapitalistische Moment des Genres immer noch als einen essentiellen Inhalt von Vaporwave sahen.

## Bekannteste Musiker der 2010er Jahre
| Künstlername(n) | Name und Herkunft | bekanntestes Album        | Subgenre             |
| --- | --- | ------------------------- | -------------------- |
| Macintosh Plus (heute als Vektroid, früher u. a. auch als Fuji Grid TV, New Dreams Ltd. und 情報デスクVIRTUAL)      | (Ramona Andra Langley, aus Portland, USA)                                                                             | Floral Shoppe             |                      |
| t e l e p a t h テレパシー能力者 (auch als 仮想夢プラザ (Virtual Dream Plaza))                                      | (mutmaßlich aus Ohio, USA)                                                                                            | 夢愛                      |                      |
| ２８１４ | (Projekt von t e l e p a t h テレパシー能力者 und Hong Kong Express (kurz HKE, früher Hong Kong Express, aus London)) | 新しい日の誕生            |                      |
| luxury elite | (aus Lexington, USA)                                                                                                  | world class               |                      |
| death’s dynamic shroud.wmv                                                                                          | (Tech Honors, James Webster und Keith Rankin, aus den USA)                                                            | I’ll Try Living Like This |                      |
| haircuts for men | (aus Honolulu, USA)                                                                                                   | ダウンタンブルと死にます  |                      |
| Windows 96 | (Gabriel Eduardo, aus Brasilien)                                                                                      | One Hundred Mornings      |                      |
| Esprit 空想 | (George Clanton, aus Ridgeway, USA)                                                                                   | Virtua.Zip                |                      |
| Infinity Frequencies                                                                                                | (aus Kalifornien, USA)                                                                                                | Computer Death            |                      |
| 18 Carat Affair | (aus Prag, Tschechien)                                                                                                |                           |                      |
| 猫 シ Corp. (Cat System Corporation)                                                                                | (Jornt Elzinga, aus den Niederlanden)                                                                                 | Palm Mall                 | Mallsoft*            |
| 식료품groceries | (aus Brooklyn, USA)                                                                                                   | 슈퍼마켓Yes! We’re Open   | Mallsoft             |
| ░▒▓新しいデラックスライフ▓▒░ (auch Internet Club)                                                                   | | ▣世界から解放され▣        | Broken Transmission* |
| Nmesh | (Alex Koenig, aus Louisville, USA)                                                                                    | Dream Sequins®            | Broken Transmission  |
| Blank Banshee | (Patrick Driscoll, aus Saint John, Kanada)                                                                            | Blank Banshee 0           | Vaportrap            |
| Vaperror | (Jeff Cardinal, aus Atlanta, USA)                                                                                     | Mana Pool                 | Vaportrap            |
| Saint Pepsi (heute als Skylar Spence)                                                                               | (Ryan DeRobertis, aus New York/Boston, USA)                                                                           | Prom King                 | Future Funk          |
| Yung Bae | (Dallas Cotton, aus Portland, USA)                                                                                    | Bae                       | Future Funk          |
| マクロスMACROSS 82-99                                                                                               | (aus Osaka, Japan) | A Million Miles Away      | Future Funk          |
| Maitro | (aus den Niederlanden)                                                                                                | Dragonball Wave           | Future Funk          |
| Night Tempo | (aus Seoul, Südkorea)                                                                                                 |                           | Future Funk          |
| (* = Subgenre des zuvor genannten Albums; der Künstler hat aber auch bekannte Veröffentlichungen anderer Subgenres) | |                           |                      |

## Vaporwave als Kunststil
Die aesthetics (Ästhetik) genannte Kunstform bzw. Gestaltung des Musikgenres zeichnet sich vorrangig durch griechische Büsten (oder Statuen), verschiedene Elemente aus den 1980er und frühen 1990er Jahren (unter anderem (Teile von) Computeroberflächen und USA- oder Japan-typische Konsumgegenstände und Werbung) und „Urlaubsmotive“ wie Palmen, Strände und Sonnenuntergänge aus. Farblich sind die Bilder oft in Neon- oder Pastellfarben gehalten. Künstler- und Liednamen bestehen zu einem großen Teil aus japanischen Schriftzeichen oder Monospace-Schrift.
Einige Gestaltungselemente, wie eben antike Büsten, Rastertexturen oder perfekte Glaskörper, lassen sich auf Begleitgrafiken früher Forschungsarbeiten im Bereich der 3D-Computergrafik zurückverfolgen. Die dreidimensionalen Szenen wurden von Forschern wie John Turner Whitted vorrangig konzipiert, um die Eigenschaften der untersuchten Technologien zu demonstrieren. Neben der bizarren Ästhetik ist es auch die inhaltliche Nähe zu den Motiven des Vaporwave (beispielsweise Echtzeitgrafik in Videospielen), weshalb Genrevertreter auf diese Bildsprache zurückgreifen.

### Vaporwave-Ästhetik in den Massenmedien
Das internationale Fernsehnetzwerk MTV ersetzte im Jahr 2015 durch ein Rebranding sein altes Design durch ein neues von den beiden Musik- und Kunstströmungen Vaporwave und Seapunk inspiriertes Design, welches groß durch die MTV Video Music Awards 2015 promotet wurde.
Auch die Blogging-Plattform Tumblr durchlief 2015 ein Rebranding, bei dem die Seite durch ein klar von Vaporwave und anderen von den 1990er Jahren inspirierten Musik- und Kunstrichtungen ausgehenden Design erneuert wurde.
Seit etwa derselben Zeit verbreiten sich Vaporwave-ähnliche Stile als besonders modisch wirkende Ästhetik weltweit, unter anderem in Kunst, Werbung und Memes. So sind zum Beispiel die Musikvideos des zur selben Zeit große Popularität gewinnenden Hip-Hop-Subgenres Cloud Rap teilweise von der Vaporwave-Ästhetik inspiriert.
Die anhaltende Popularität der Vaporwave-Ästhetik zeigt sich beispielsweise dadurch, dass in ihr das Cover von Single und Album des 2020 veröffentlichten Liedes Heat Waves gehalten sind, eines der weltweit meistgespielten Lieder der letzten Jahre.